# 実在気体
実在気体（じつざいきたい、英語: real gas）とは、現実に存在する気体のことで、不完全気体と呼ぶことがある。理想気体と対比するときに用いる語である。

## 理想気体との違い
理想気体というモデルでは無視されていた次のような分子間相互作用が、実在気体には加わってくる。
分子間の反発力2分子がごく近接したときにのみ働くため、特に高圧の場合に重要となる。
分子間の引力分子間が分子直径の数倍程度となるような圧力、あるいはこの引力で分子が捕らえられるような低温で重要となる。
その結果、実在気体では圧力の増加、温度の低下とともに理想気体の状態方程式からはずれ、圧力と体積の積は一定ではなくなる。その傾向は気体の種類によっても異なり、また、同一気体については低温．高圧であるほどそのずれが大きくなる。そのずれを圧縮因子という形で表すこともある。さらに言えば、実在気体は温度・圧力の条件によっては凝縮などの相転移を起こし、もはや気体でなくなってしまうこともある。

## 数式による記述

### ビリアル方程式
理想気体の状態方程式をビリアル展開することで、実在気体の状態を表現する方法がある。
{\displaystyle Z={\frac {PV_{\mathrm {m} }}{RT}}=1+B_{P}P+C_{P}P^{2}+\dotsb }

### ファンデルワールスの状態方程式
ファン・デル・ワールスは、分子の体積と分子間力をモデル化し、下記のような実在気体の状態式を提出した（1873年）。
{\displaystyle \left(P+{\frac {a}{V^{2}}}\right)(V-b)=RT}
これを1molの気体に対するファンデルワールスの状態方程式という。この式のaとbは気体の種類によって決まる定数である。

### その他
上記2つ以外にも実在気体を表現するいろいろな状態方程式が存在する。
- ディーテリチの状態方程式
- ペン＝ロビンソンの状態方程式
- レドリッヒ・クオンの状態方程式[9]